# دخول به میزراه
پزشکان موارد زیادی از دخول جسم خارجی به میزاره را ثبت کرده‌اند که معمولاً به سبب خودتحریکی صورت می‌گیرند. این کار می‌تواند منجر به عفونت و خونریزی جدی داخلی شود.
گزارش شده‌است که افراد، گونه‌های مختلفی از اجسام جامد را به داخل مجرای ادراری خود کرده‌اند که از آن جمله می‌توان به باتری، سنجاقک‌های ایمنی، نی، و سیم‌های تلفن اشاره نمود. چیزهای مایع‌شده نیز همانند کوکائین مایعکه نتایج مضر بسیاری در پی دارد، در مجرای ادرار افراد یافت شده‌است.
داستان چاک پالانیوک به نام «روده»، از رمان جن‌زده، دربارهٔ پسری است که در اوایل نوجوانی موم شمع را به مجرای ادرار خود وارد می‌کند.